# 白井沙織
白井 沙織（しらい さおり、1982年6月18日 - ）は、東京都出身の女子ソフトボール選手（外野手）・指導者。元公立中学校教諭。

## 経歴
東京都出身。佼成学園女子高校1年の時にソフトボールを始める。その後、日本体育大学に進学しソフトボール部に所属。2004年、インターカレッジで優勝。
その後、レオパレス21を経て、2007年に豊田自動織機に入団。レギュラーとして活躍し、2010年には打率.369でベストナイン賞を獲得。
2013年に引退後は一社員として働いていたが、2014年に退職し、地方公務員として公立学校の体育教師に。刈谷市立朝日中学校の副担任、2016年には担任となった。
2017年、教員を辞め、ペヤングのソフトボール部コーチになった。

## 詳細情報

### 日本リーグ個人表彰
- 2010年 - ベストナイン賞（外野手）